# Ryggtjärnen
Ryggtjärnen är en sjö i Älvsbyns kommun i Norrbotten och ingår i Piteälvens huvudavrinningsområde. Sjön har en area på 0,128 kvadratkilometer och ligger 80 meter över havet. Ryggtjärnen ligger i Piteälven Natura 2000-område.

## Delavrinningsområde
Ryggtjärnen ingår i det delavrinningsområde (730650-173568) som SMHI kallar för Mynnar i Piteälvens vattendragsyta. Medelhöjden är 104 meter över havet och ytan är 19,49 kvadratkilometer. Räknas de 19 avrinningsområdena uppströms in blir den ackumulerade arean 235,64 kvadratkilometer. Stockforsälven som avvattnar avrinningsområdet har biflödesordning 2, vilket innebär att vattnet flödar genom totalt 2 vattendrag innan det når havet efter 54 kilometer. Avrinningsområdet består mestadels av skog (71 procent). Avrinningsområdet har 0,21 kvadratkilometer vattenytor vilket ger det en sjöprocent på 1,1 procent.